# Alvéolyse
L’alvéolyse est une maladie qui détruit complètement les alvéoles dentaires. 